# اتو باریچ
اتو باریچ (انگلیسی: Otto Barić؛ ۱۹ ژوئن ۱۹۳۳ – ۱۳ دسامبر ۲۰۲۰) بازیکن فوتبال و مربی اهل کرواسی بود.
از باشگاه‌هایی که در آن بازی کرده‌است می‌توان به باشگاه فوتبال لوکوموتیو زاگرب و باشگاه فوتبال دینامو زاگرب اشاره کرد.